# Frédéric Volle

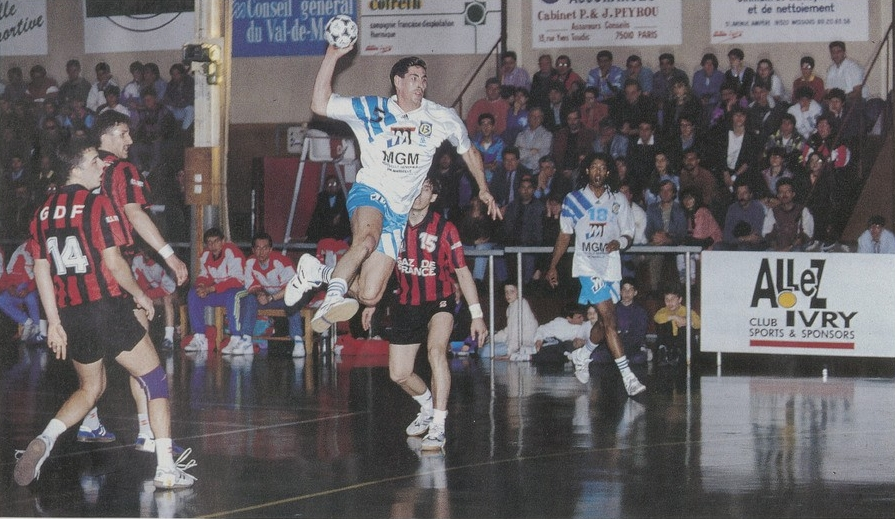
Frédéric Volle med OM Vitrolles, 1993.

Frédéric Volle, född 4 februari 1966 i Montpellier, är en fransk före detta handbollsspelare (vänstersexa) och handbollstränare. Åren 1987–1996 spelade han 241 landskamper och gjorde 1 016 mål för Frankrikes landslag. Endast Jérôme Fernandez (passerade Volle 2008) och Nikola Karabatić (2015) har gjort fler landslagsmål för Frankrikes herrar.
Volle var bland annat med och vann OS-brons 1992 i Barcelona, VM-silver 1993 i Sverige och VM-guld 1995 på Island.

## Klubbar som spelare
- USAM Nîmes (1980–1992)
- OM Vitrolles (1992–1996)
- SG Wallau-Massenheim (1996–1998)
- Honda Suzuka (1998–2002)
- Honda Kumamoto (2002–2004)

## Tränaruppdrag
- Japan (2002–?)
- SG Kronau/Östringen (2004–2005)